# Бреннан, Терри Кори
Те́рри Ко́ри Бре́ннан (англ. Terry Corey Brennan; род. 24 ноября 1959) — современный американский учёный, историк-антиковед, адъюнкт-профессор классических наук в Университете Ратгерса в Нью-Брансуике, штат Нью-Джерси (США). Под сценическим псевдонимом «Loog» выступал в качестве гитариста и автора песен, участвовал в нескольких музыкальных группах, включая бостонские «Bullet LaVolta» и «The Lemonheads», а также итальянскую «Superfetazione» из Рима.

## Биография
Появился на свет в 1959 году в семье полковника Дэвида и Терри Бреннанов. Позже с отличием окончил Пенсильванский университет со степенью бакалавра искусств (англ. a Bachelor of Arts, A. B.) и входил в состав научного сообщества «The Phi Beta Kappa Society» (FBK). Став членом Американской Академии в Риме, Бреннан сначала продолжил обучение в знаменитом Оксфордском университете для соискания магистра искусств (a Master of Arts, M. A.), а после — в Гарвардском университете, где получил степень доктора философии (a Doctor of Philosophy, PhD, Ph. D.) в 1990 году.
Продолжая академическую карьеру, Бреннан параллельно увлекался музыкой, участвуя как музыкант в нескольких группах: в итальянской группе «Superfetazione» в Американской академии в Риме и «Bullet LaVolta» — в Гарварде. Помимо этого, Терри подрабатывал диск-жокеем на WHRB (под именем DJ Korenelius), радиостанции Гарварда, где однажды встретил Эвана Дандо из «The Lemonheads». Бреннан, уже известный к тому времени как Кори Луг Бреннан, гастролировал с «The Lemonheads», открывая их концерты со своей собственной группой «Bullet LaVolta», и в 1988 году присоединился к ним. Будучи солидным гитарным исполнителем, он продолжал гастролировать с «лимонноголовыми» до 1991 года; в этот период Бреннан стал соавтором треков «Li’l Seed», «Cazzo Di Ferro» и эпической песни «The Door», которая позднее прозвучала в радиопостановке Джона Пила. После радиоспектакля Пил отметил, что сингл «The Door» «пожалуй, наиболее подходящее из всего, что у них имелось, к теме шоу».
После расставания с «The Lemonheads» Бреннан собрал новую группу под названием «Loog», выпустившую в 1995 году на голландской Survival Records дебютный альбом «Meltdown House». Среди участников «Loog» были: Клэй Тарвер и Крис Гутмахер (оба из «Bullet LaVolta»), Крис Брокау (из «Come» и «Codeine»), Дана Эверсон, Алексис Джимми Вира и Имке Вагнер (из «Satellite City»; позже Имке стала графическим дизайнером).
Терри обучался на факультетах Колледжа Брин-Мавр с 1990 по 2000 годы, пока не перешёл в Рутгерский университет в 2000 г.
На сегодняшний день Бреннан является главным редактором «Американского журнала Древней истории» (The American Journal of Ancient History, часто — AJAH). Являясь исследователем римской и греческой истории, Терри Кори снял несколько документальных телепрограмм для Discovery Channel, History Channel и National Geographic.
С июля 2009 по 2012 гг. Бреннан временно исполнял обязанности профессора в Школе Классических Исследований (the School of Classical Studies) при Американской академии в Риме.

## Семья
5 января 1991 года Терри Кори женился на Антонии Кэтрин Фрид, дочери Чарльза и Анны Фрид. В настоящее время живёт в Принстоне (штат Нью-Джерси, США) со своей супругой и тремя детьми.

## Публикации

### Статьи и монографии
- «Power and Process under the Republican 'Constitution'», в Flower, Harriet I. (ed.), The Cambridge Companion to the Roman Republic (New York and Cambridge: Cambridge University Press, 2004) 31-64. ISBN 0-521-80794-8;
- «Principes and Plebs: Nerva’s Reign as Turning-point?» в «Американском журнале Древней истории» (the American Journal of Ancient History, 2000) 40-66;
- «The Poets Julia Balbilla and Damo at the Colossus of Memnon», в «Classical World» 91.5 (1998) 215-34.

### Книги
- «The Praetorship in the Roman Republic: Origins to 122 BC» Volume I (New York and Oxford: Oxford University Press, 2000). ISBN 0-19-511459-0;
- «The Praetorship in the Roman Republic: 122 to 49 BC» Volume II (Там же, 2000). ISBN 0-19-511460-4;
- «Wisdom from the Ancients: Enduring Business Lessons from Alexander the Great, Julius Caesar», and the Illustrious Leaders of Ancient Greece and Rome (в соавт. с Thomas J. Figueira и Rachel Hall Sternberg) (New York: Perseus, 2001). ISBN 0-7382-0373-4.

### Студийные альбомы
- С «Bullet LaVolta» — «The Gift» (1989), гитара;
- с «The Lemonheads» — «Lick» (1989), гитара;
- с «The Lemonheads» — «Lovey» (1990), гитара;
- с «Loog» — «Meltdown House» (1995), гитара.